# Vincent Lagaf'
« Lagaf' » redirige ici. Pour les articles homophones, voir Lagaffe et La gaffe.
Vincent Rouïl, dit Vincent Lagaf', ou simplement Lagaf' lors de ses premières émissions (parfois écrit sans apostrophe), né le 30 octobre 1959 à Mont-Saint-Aignan (Seine-Maritime), est un humoriste, acteur, chanteur, imitateur, comédien et animateur de télévision français.
D'abord connu comme humoriste, il est révélé par l'émission La Classe et remporte un grand succès avec des chansons comiques comme Bo le lavabo. Il devient ensuite animateur de télévision, présentant des émissions populaires comme Le Bigdil ou Le Juste Prix.

## Biographie

### Jeunesse et études
En 2009, Vincent Lagaf' révèle que son prénom de naissance était Franck avant de se faire appeler Vincent Rouïl, ayant été abandonné par sa mère à six mois. Après deux ans et demi à l’assistance publique, il est accueilli par ses parents adoptifs, un ingénieur chimiste et sa femme.
En 1979, et pendant deux ans, Vincent Rouïl effectue son service militaire au bataillon de marins-pompiers de Marseille, à la caserne Saint-Pierre. Il y retourne en 2006 dans le cadre de l'émission Vis ma vie.
Après un BEP de mécano-dieseliste et un CAP de soudeur, il devient GO (« gentil organisateur ») au Club Med de Vittel.

### Débuts de carrière
Son nom de scène est inspiré par le personnage de Gaston Lagaffe, créé par Franquin. C'est alors qu'il était animateur au Club Med que ce surnom lui a été attribué après plusieurs gaffes qu'il a commises. Afin d'éviter des problèmes juridiques, Vincent a raccourci le nom de son personnage favori et ajouté une apostrophe à la fin de son pseudonyme, ce qui donne Lagaf'.
Il rencontre son producteur, Hervé Hubert, le 4 octobre 1986 à Vittel lors du dernier spectacle de Thierry Le Luron. Ayant décidé de quitter le Club Med, il s'installe à Paris où il joue dans des cabarets (notamment au Pied de la Butte Montmartre), puis est révélé à la télévision sur FR3 dans La Classe en 1987 où il fait des sketchs.

### Scène et chansons
Le 4 octobre 1989, il joue sa première au Théâtre d'Edgar à Paris, et enregistre son premier single Bo le lavabo, qui sort début 1990 et est produit par Hervé Hubert. Il enchaîne en 1991 avec un second single, La Zoubida. Ces chansons se classent à la première place du Top 50 durant respectivement une et onze semaines. De la chanson La Zoubida est même tiré en 1991 un jeu vidéo, Lagaf : les aventures de Moktar de Titus Interactive.
Jusqu'en 1994, ses spectacles Lagaf' au Théâtre du Gymnase et Lagaf' en chansons, où il est entouré des Gafettes, connaissent un fort succès. En octobre 1995, il joue dans la pièce de théâtre Le Surbook au Théâtre de la Michodière.
Lagaf' annonce en septembre 2007 qu'il jouera en janvier 2008 au théâtre une pièce de Raffy Shart intitulée Attache-moi au radiateur !, mais un grave accident de jet-ski le 2 septembre 2007 retarde le démarrage de la pièce (qu'il ne jouera finalement pas). À la suite de cet accident, il passe onze jours en réanimation, victime notamment de fracture des côtes et d'une perforation du poumon.
C'est finalement en janvier 2009 qu'il fait son retour sur les planches en jouant la pièce Pourquoi moi ?! en province. La pièce devait être jouée en septembre à Paris mais le retour de Lagaf' à la télévision ne le permet pas.

### Émissions de télévision

#### Débuts d'animateur sur FR3

##### Yacapa(1992)
Engagé par Sabine Mignot, la responsable de l'unité divertissement de FR3, Lagaf' présente sur cette chaîne, du 2 mai 1992 au 23 mai 1992, l'émission d'humour Yacapa produite par Guy Lux et diffusée les samedi à 20 h 10. Après 4 numéros, il cède la place à Pascal Brunner : la formule du divertissement est remaniée (jeux, imitations, chroniques, etc), et la programmation est étendue au dimanche.

#### TF1

##### Spécial Lagaf'(1994)
En 1994, TF1 diffuse en première partie de soirée, un Spécial Lagaf', un divertissement dans lequel l'humoriste se met en scène dans des sketchs avec de nombreux invités vedettes.

##### DeL'Or à l'appelauBigdil(1996–2004)
Après avoir rejoint l'équipe des Grosses Têtes en janvier 1996 et y participant jusqu'en 1997 (sur RTL mais également lors des premières parties de soirée sur TF1), il se lance dans l'animation de jeux télévisés. Du 25 mars 1996 au 27 juin 1997, il présente en direct sur TF1 L'Or à l'appel, à 19 heures, avec ses Gafettes. C'est lors de ce jeu qu'il popularise des expressions bien à lui comme poupougne, qui signifie « ne la ramène pas », taralafifi, Tarmine ou casse-croûte pour désigner un mari ou un compagnon[réf. nécessaire].
Il anime aussi Drôle de jeu en première partie de soirée du 1er janvier 1997 au 12 juin 1999 où il reçoit des humoristes, des chanteurs, des comédiens et des animateurs.
En septembre 1997, sur TF1, il est au côté de Jean-Pierre Foucault dans une émission spéciale consacrée à Guy Lux intitulée C'est du Lux !.
À partir du 2 février 1998, Lagaf' présente le Bigdil, co-produit comme Drôle de jeu avec Hervé Hubert. Il est accompagné de ses Gafettes (cinq puis quatre) et de Bill l'extraterrestre doublé par Gilles Vautier. Le jeu est diffusé de 19 h à 20 h jusqu'en juin 2003, puis de 18 h à 19 h à partir de septembre 2003 jusqu'à fin juillet 2004.
Le Bigdil atteint son âge d'or en 2000 où il reçoit le 7 d'or de la meilleure émission de jeu. Sa diffusion s'arrêtera le 23 juillet 2004, cette dernière saison ayant connu beaucoup de changements qui n'ont pas plu au public (changement de plateau, disparition de la soucoupe, des Gafettes, de Ramuncho et d'Aspé). À ce jour, il est le programme d'access prime-time resté le plus longtemps à l'antenne de TF1 privatisée.
En 2000, Lagaf' et son associé Hervé Hubert vendent leurs sociétés (Orevi et Hubert Productions) à Endemol France.

##### Crésus(2005–2006)
Le 4 juillet 2005, l'animateur-humoriste lance un nouveau jeu quotidien, à 18 heures, Crésus, dont l'avatar « squelettique » est de nouveau joué par Gilles Vautier. Le jeu est diffusé sur TF1 jusqu'au 1er septembre 2006. Ce retour est marqué par son changement d'apparence : crâne rasé, bouc au menton, et les costumes « flashy » ont disparu.

##### Le Juste Prix(2009-2015)
Après s'être un temps éloigné des plateaux télé, Lagaf' signe en juillet 2009 son retour sur TF1 après trois ans d'absence avec la reprise du Juste Prix, jeu diffusé du lundi au vendredi à 19h05. Le jeu est maintenant une production Hervé Hubert et FremantleMedia et Lagaf' l'anime avec son compère Gérard Vivès et en compagnie de trois Gafettes : Fanny Veyrac, Nadia Aydanne (déjà présente dans Le Bigdil), et Doris Rouesne. Ce retour est couronné de succès avec des audiences record qui permettent un retour régulier du jeu à l'antenne.
Sa phrase de référence est toujours le fameux « bip bip ! » avec laquelle il enflamme son public.
À partir de la rentrée 2012, Gérard Vives est remplacé par une voix-off.

##### Boom: Gagner ne tient qu'à un fil!(2015)
Le lundi 10 août 2015, Vincent Lagaf' revient sur TF1 avec un nouveau jeu intitulé Boom, inspiré du jeu télévisé israélien du même nom. Le principe est simple : deux équipes de trois candidats (généralement issus de la même famille) doivent répondre aux questions de l'animateur. Toutefois, les réponses sont ici symbolisées par les fils d'une bombe posée devant les joueurs. Lorsque le présentateur pose une question, le candidat doit alors couper les fils de couleur correspondant aux mauvaises réponses. S'il coupe le fil de la bonne réponse, la bombe explose et asperge les participants de poudre colorée, éliminant ainsi le membre de l'équipe.
Le 24 mars 2016, il annonce qu'il n'est plus sous contrat avec TF1.

#### L'après TF1 (depuis 2016)

##### Passage sur AB Moteurs (2016)
En 2016, Vincent Lagaf' coanime le magazine des sports mécaniques V6 avec Margot Laffite sur la chaîne AB Moteurs.

##### Animateur sur C8 (2018)
Après avoir, à plusieurs reprises, annoncé son envie de reprendre Le Bigdil, et que des discussions ont lieu avec C8, ce projet est finalement avorté. Cependant, le 10 avril 2018, Cyril Hanouna annonce que Vincent Lagaf' rejoint C8, pour prendre les commandes d'un jeu de bowling en première partie de soirée, intitulé Strike !. Le premier numéro, diffusé le 30 mai et réunissant 1,363 million de téléspectateurs, permet à C8 d'arriver en tête des audiences de la TNT devant Burger Quiz sur TMC. À la suite d’une légère baisse d'audience et d’un différend avec Hanouna et son équipe, la saison 1 est arrêtée le 6 février 2019.
Une saison 2 est diffusée en quotidienne du 29 juillet 2019 au 23 août 2019 en access prime time, de 19h05 à 21h05.

##### Personnage deFort Boyard(2018 à 2019, 2021 et 2024)
Durant les saisons 2018, 2019, 2021 et 2024, Vincent Lagaf' incarne Mégagaf (juché sur un Flyboard) dans Fort Boyard sur France 2. Il coordonne l'épreuve avec son fils Robin Rouil. Mégagaf est le premier personnage qui défend les candidats et non le Père Fouras.

##### Retour duBigdil(depuis 2025)
Le 3 juin 2024, Vincent Lagaf' annonce le retour de son émission culte Le Bigdil sur RMC Story. La première émission est diffusée le 2 janvier 2025 a réalisé une audience de 1 800 000 téléspectateurs et 9,1 % de part d'audience.

### Cinéma et fiction télé
Dans une conférence donnée au Forum des images le 28 novembre 2013, dans le cadre des "cours de cinéma", l'historien du cinéma Noël Simsolo venu parler de Touche pas à la femme blanche ! de Marco Ferreri (1974) révèle que le jeune trompettiste de cavalerie qui prend une flèche dans le cou lors de la bataille finale n'est autre que Vincent Lagaf' :

« Il s'appelait pas encore comme ça à l'époque. Il s'appelait "Vincent", il était figurant dans le film, il savait jouer de la trompette alors on lui a donné ce rôle-là. Et voilà, personne ne le sait, mais moi je peux vous le dire : c'est lui. »
En 1994, Lagaf' fait ses débuts au cinéma en tenant le premier rôle du court-métrage d'Éric Cayron Histoire de fou.
En 2005, il joue les guests stars dans un épisode de la série Sous le soleil sur TF1
En 2008, il tourne sous la direction de Cyril Sebas son premier long-métrage, Le Baltringue, qu'il a imaginé avec Larbi Naceri. La sortie du film en salle se fait le 27 janvier 2010. Le film est un échec commercial.
En 2012, TF1 lui confie le premier rôle du téléfilm Cher radin ! (diffusion fin 2012).

## Vie privée

### Sport
Passionné de sports mécaniques et de motomarine (jet-ski) en particulier (il précise posséder plusieurs buggys et une des cinq Aston Martin V12 Vantage manuelle dans Top Gear France auprès de Philippe Lellouche), Lagaf' participe à de nombreuses compétitions et réunions dont les Cavalaire Jet Games nés sous son impulsion en 1997.
En 2000, Lagaf' franchit en jet-ski le Cap Horn en compagnie de l'ancien skieur Luc Alphand et du présentateur télé Alexandre Debanne.
Deux mois après son accident de jet-ski en septembre 2007, Lagaf' participe - comme chaque année - à La Transfennec, un raid en quad dans le désert de Tunisie dont il est le parrain. Du même organisateur il participa à la Transvalquad, salon mondial du quad de la station Galibier-Thabor à Valloire en Savoie.
Sa passion pour les sports mécaniques lui a valu de se retrouver plusieurs fois à l'hôpital pour des blessures graves, comme en 2007 (accident de jet-ski), 2009 (accident de quad), 2014 (accident en mer d'hoverboard) et mars 2022 (accident de moto) .

### Santé
Lors de tests médicaux pour l'émission L'Aventure Robinson, l'animateur se voit diagnostiquer une malformation cardiaque avec une artère bouchée à 95-97 %. Ce dernier confia lors de ces examens avoir déjà ressenti des douleurs à la poitrine lors d'états de stress, de fatigue ou après une compétition de jet-ski. Vincent Lagaf' est alors opéré en urgence dès le lendemain, opération durant laquelle il fait un arrêt cardiaque. L'intervention chirurgicale est néanmoins un succès et permet à l'animateur de poursuivre ses activités.

## Politique
Pour les élections municipales de 2014 à Cavalaire-sur-Mer, Vincent Lagaf' se porte candidat en dernière position sur la liste divers droite de Philippe Leonelli, qui est élu maire de la ville à l'issue du scrutin,,.

## Émissions de télévision

### Animateur
- 1992 : Yacapa sur FR3
- 1994 : Spécial Lagaf' sur TF1
- 1996-1997 : L'Or à l'appel sur TF1
- 1997-1999 : Drôle de jeu sur TF1
- 1997 : C'est du Lux ! avec Guy Lux sur TF1
- 1998-2004 : Le Bigdil sur TF1
- 2003 : Zone rouge sur TF1 (un numéro)
- 2005-2006 : Crésus sur TF1
- 2009-2015 : Le Juste Prix sur TF1
- 2011 : Pouch' le bouton sur TF1
- 2014 : Les mini-sosies font leur show sur Gulli
- 2015 : Boom : Gagner ne tient qu'à un fil ! sur TF1
- 2016 : V6 sur Automoto La chaîne
- 2018-2019 : Strike ! sur C8
- 2022, 2024-2025 : SOS Garage sur RMC Découverte
- 2022 : Duel 2 mécaniques sur RMC Découverte, avec Bruce Jouanny
- Depuis 2025 : Le Bigdil sur RMC Story
- 2025 : Duel 2 mécaniques sur RMC Découverte, avec Gérard Vives

### Participant / candidat
- 1987 : La Classe sur FR3 : participant (humoriste)
- 1993-1997 : Les Grosses Têtes sur RTL et TF1 : sociétaire
- 2003 : Zone rouge sur TF1 : candidat
- 2017-2019, 2021, 2024-2025  : Fort Boyard sur France 2 : 
  - candidat en 2017
  - Mégagaf (personnage) en 2018, 2019, 2021, 2024 et 2025
- 2009, 2017-2018 : Le Grand Concours des animateurs sur TF1 : candidat
- 2016-2017 : Top Gear France sur RMC Découverte
- 2017 : Tout le monde joue sur France 2 : candidat
- 2018 : Off Roads, les routes de l’extrême sur RMC Découverte
- 2018 : L'Aventure Robinson sur TF1 : candidat
- 2020 : Boyard Land sur France 2 : candidat
- 2022 : Top Mécanic, 5 jours pour restaurer une épave sur RMC Découverte : juré

## Discographie

### Singles
- 1990 : Bo le lavabo : parodie du titre house French Kiss de Lil' Louis (mixé par Roberto Levy[37]) - suivie d'une version interdite
- 1991 : La Zoubida : parodie de la chanson traditionnelle Le Pont de Nantes - suivie de la version instrumentale
- 1994 : Je veux des vacances (Richard Maigniez-Lagaf' / Richard Maigniez) suivie de Casse toi (Gilles Vautier-Lagaf'/Gérard Tempesti-Gilles Vautier)

## Théâtre
- 1995 : Le Surbook, de Danielle Ryan et Jean-François Champion, au Théâtre de la Michodière.
- 2009 : Pourquoi moi ?!, d'Olivier Lejeune.
- 2019 : Le Jeu de la vérité de Philippe Lellouche, mise en scène Marion Sarraut, théâtre du Gymnase
- 2020 - 2021 : Pair et manque de Nadège Méziat, mise en scène Christian Vadim, tournée

## Filmographie

### Cinéma
- 1974 : Touche pas à la femme blanche ! de Marco Ferreri : le soldat trompettiste[réf. nécessaire]
- 1994 : Histoire de fou d'Éric Cayron (Court-métrage)
- 2003 : Les Razmoket rencontrent les Delajungle de John Eng : Hubert (voix française)
- 2010 : Le Baltringue de Cyril Sebas : Guy
- 2019 : Marguerite de Mik Colignon : lui-même

### Télévision
- 1991 : Le Cadeau de Noël
- 2005 : Sous le soleil (saison 10, épisode 37 : Silence on tourne) : Lorenzo Tarquini, le réalisateur italien
- 2012 : Cher radin ! (téléfilm) : Alexis Morin
- 2013 : Nos chers voisins fêtent l'été : Un électricien légèrement racketteur
- 2021 : Camping Paradis (saison 13, épisode 1 : Un cirque au paradis) : Jo Narboni

### Courts-métrages
- 2012 : 1815 : Au crépuscule de l’empire : le maréchal Ney

### Vidéos
- 1990 : Histoire d'en rire
- 1991 : Lagaf' au théâtre du Gymnase
- 1992 : Éclats de rire
- 1994 : Le Spécial Lagaf'
- 1995 : Lagaf' au Théâtre de Paris
- 1996 : Le Surbook
- 2001 : Passion Lagaf', à l'assaut du Cap Horn

## Publications
- 1993 : Éclats de rire, J'ai lu numéro 3537,  (ISBN 9782277235378)
- 1996 : Rires à la pelle, éditions Michel Lafon,  (ISBN 9782840982357)
- 1999 : Drôle de jeu, éditions Michel Lafon
- 2023 : Je m'appelais Franck, XO éditions,  (ISBN 9782374485249)

## Distinctions
- 7 d'or 1999 : personnalité de l'année télé
- 7 d'or 2000 : meilleure émission de jeu pour Le Bigdil
- Sondage Ipsos pour Le Journal de Mickey en 2014 : animateur préféré des 7-14 ans[38],[39].
- 2018 : 12e cérémonie des Gérard de la télévision : 2 nominations

## Les Gafettes
Les Gafettes est un groupe de danseuses et chanteuses apparu pour la première fois dans le deuxième one-man show de Lagaf' en 1991. Rosa, Line, Djemi et Magali dansaient avec Lagaf' sur la chanson La Zoubida. Par la suite, une certaine Aline remplaçant Magali, elles participent au spectacle Lagaf' en chansons.
On retrouve les Gafettes en 1996 dans L'Or à l'appel. Elles sont six : Gwen (qui a été remplacée assez vite par Cynthia), Line, Rosa, Djamila, Clarisse et Hilde (qui a quitté le groupe après quelque temps). Elles prêtent leurs personnes aux jeux de l'émission, et apparaissent aussi dans Drôle de jeu (1997-1999) pour le jeu téléphonique.
En février 1998, les Gafettes reviennent avec Lagaf' dans Le Bigdil. Le groupe est désormais formé de Clarisse, Djami, Line (et sa sœur jumelle Régine en remplacement) et Rosa.
À la rentrée 2001, l'équipe connaît des changements. Clarisse, enceinte, quitte l'émission et Rosa se voit confier la tâche d'accueillir les candidats dans le vestibule. Les deux Gafettes sont remplacées sur le plateau par Nadia et Léa.
En 2003, le succès du Bigdil permet aux gafettes de sortir deux singles (Mon petit bikini et Le cric crac hop) puis un album, La route du soleil, et de se produire en galas.
Pour la saison 2003-2004, Lagaf' propose une nouvelle formule du Bigdil plus sportive, sans les Gafettes dont certaines l'accompagnent depuis onze ans. Le public n'apprécie pas ce changement et réclame leur retour. Lagaf' admet qu'elles sont importantes pour le show, mais engage de nouvelles Gafettes, appelées dorénavant les Filles[réf. nécessaire].
Lagaf' revient à l'antenne en juillet 2005 avec Crésus, un jeu de culture générale, sans les Gafettes.
En juillet 2009, Lagaf' est de retour avec une nouvelle version du jeu Le Juste Prix, désormais le groupe des Gafettes est composé de Nadia (déjà présente lors du Bigdil), de Doris et de Fanny (deux nouvelles).
Du 12 janvier au 10 avril 2015, les Gafettes étaient composées de Cyrielle, d'Alice et de Nicolas le Gaffeur.
Lors du retour du Bigdil en 2025 sur RMC Story, Lagaf' est à nouveau accompagné des anciennes Gafettes Nadia et Fanny.